# Mottis
Los mottis fueron una táctica empleada durante la Guerra de Invierno ruso-finlandesa de 1939 a 1940. Era una técnica consistente en emboscadas, y que mermó considerablemente a las fuerzas del ejército soviético.

## Guerra de Invierno
La URSS necesitaba, por razones de seguridad, tener más espacio entre la frontera finlandesa y Leningrado (debido a las relaciones simpatizantes entre la Alemania Nazi y Finlandia). Por ello, el dirigente soviético Iósif Stalin ordenó invadir el país escandinavo el 14 de octubre de 1939.
La guerra fue desastrosa para el Ejército Rojo. A medida que se adentraron en territorio finlandés, el combustible y las provisiones se agotaron, y las bajas se acrecentaron.
Sin embargo, en 1940, la Línea de Summa y las principales defensas finlandesas fueron superadas. Finlandia ofreció la paz a la URSS, que aceptó dada la debilidad de la guerra. Los territorios finlandeses conquistados fueron recuperados en la Guerra de Continuación, efectuada con apoyo de la Alemania Nazi.

## Táctica de los mottis
El motti finlandés consistía en que una pequeña unidad de soldados finlandesa se infiltraban silenciosamente (generalmente con esquíes) por los bosques hasta flanquear a una columna enemiga. Luego abrían fuego hasta romperla, y se retiraban. Luego se contraatacaba y volvían a romper las filas enemigas, hasta conseguir una ruptura de las líneas del Ejército Rojo.

Diagrama de la Batalla de Suomussalmi. Se puede apreciar como se rompieron las líneas con la maniobra de los mottis

### El equipamiento del soldado Motti

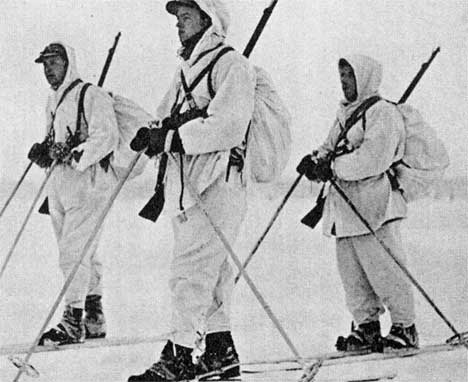
Soldados finlandeses.

Los soldados equipados para efectuar mottis solían llevar esquíes y armas del género Mosin-Nagant y el Suomi KP/-31, como francotiradores,  fusiles y subfusiles. Se usaron múltiples explosivos, como minas y granadas y el cóctel molotov. Esta arma fue fabricada en la factoría de Alko y llegaron a usarse, solo en esa guerra, 450.000 unidades. También se usó el kapasanos, empleado en la demolición de vehículos.

### Saqueo de blindados

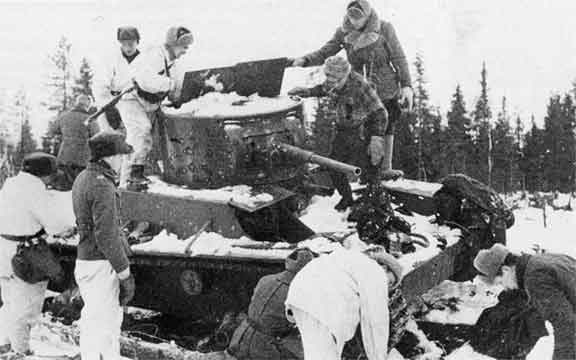
Finlandeses saqueando un T-26 ruso.

Para suplir la falta de tanques en el Ejército defensor, los mottis se encargaron de saquear los tanques rusos. La mayoría de los tanques de Finlandia venían de esta fuente o de los suministrados por los alemanes.
Los tanques fueron luego un factor decisivo en la Guerra de Continuación.

## Losmottisdesde el punto de vista soviético
Las tropas soviéticas, al ver la gran mortandad que había por culpa de los mottis en sus filas. Sin embargo, los soviéticos siempre se negaron a rendirse aun estando atrapados y tan sólo lo hacían cuando se quedaban sin suministros.
Los soviéticos, además, iban talando los bosques finlandeses para evitar que se escondieran en ellos los finlandeses. De ahí viene la palabra mottis, que significa montón de madera, que es el que resulta al cortar los árboles.

## Galería

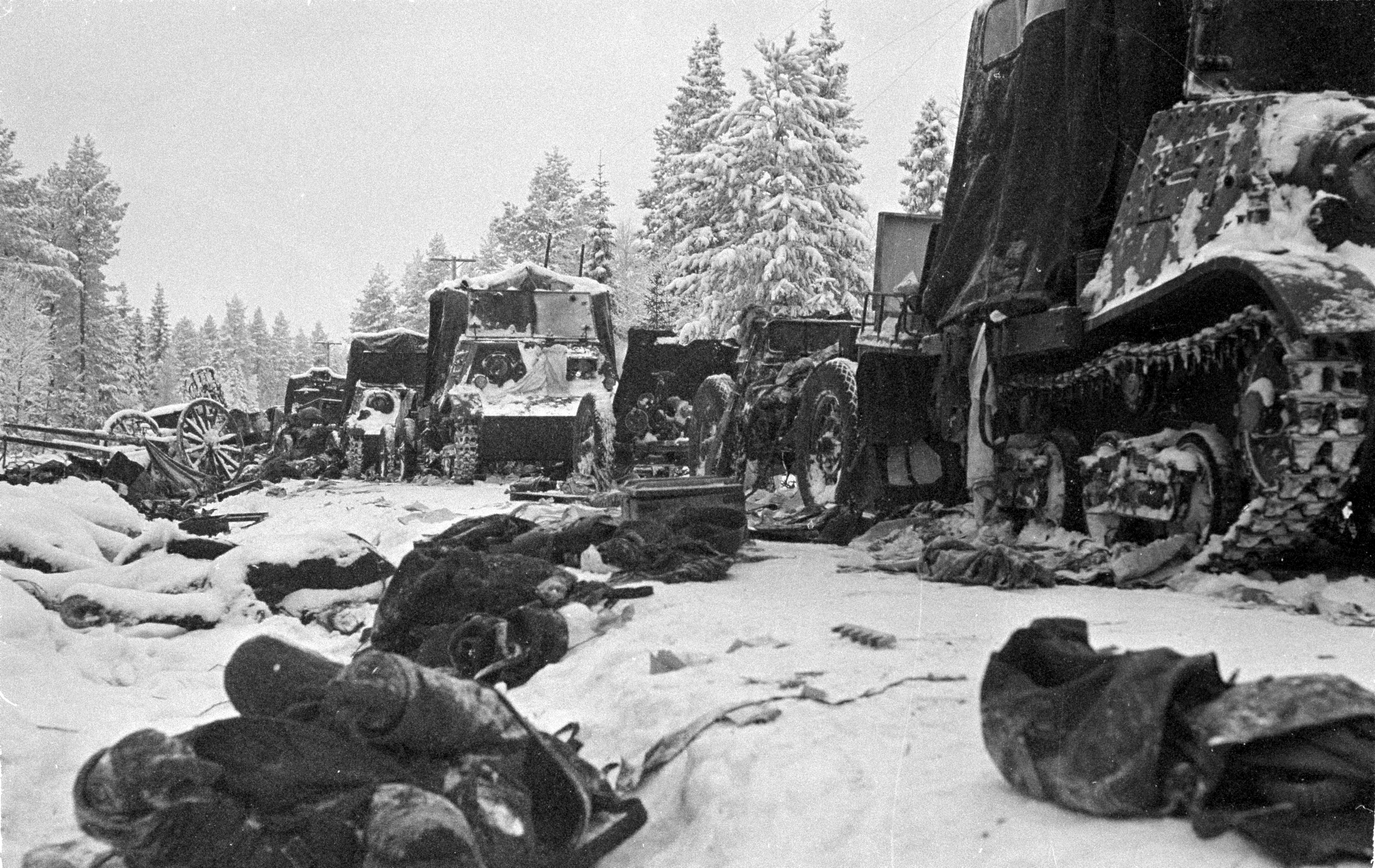
Bajas soviéticas resultantes de un motti
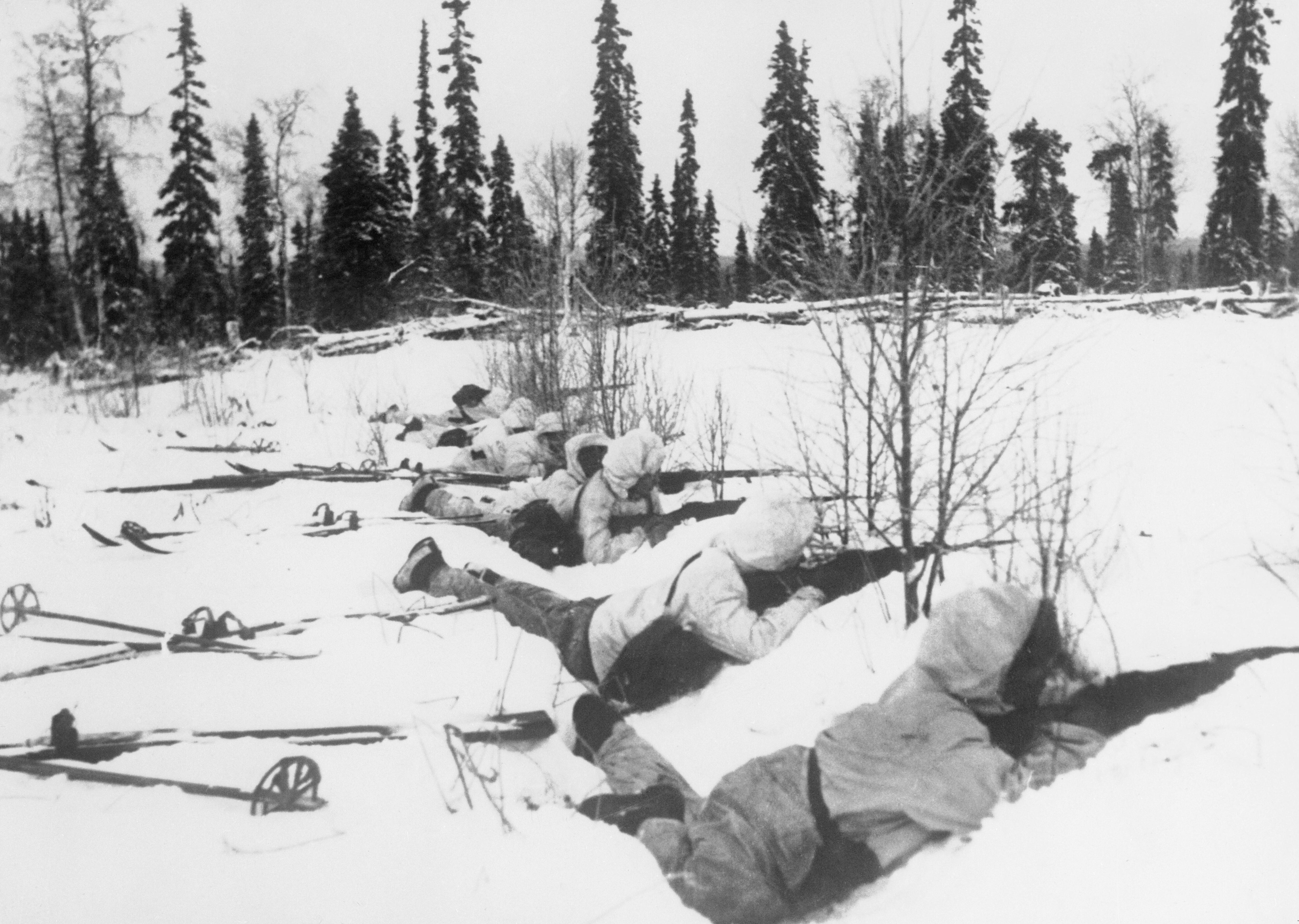
Finlandeses de los mottis listos para disparar
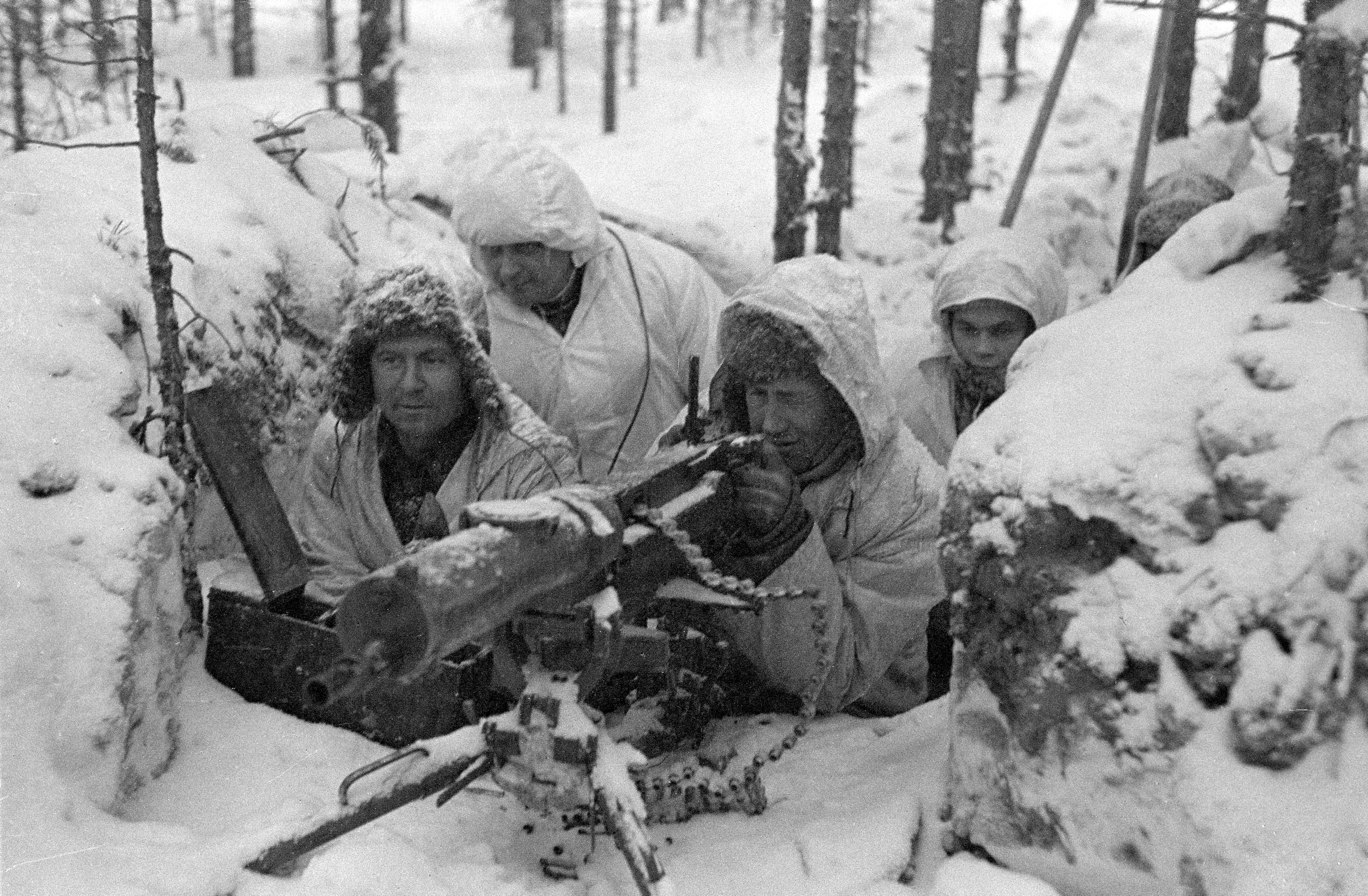
Ametralladora fija finlandesa
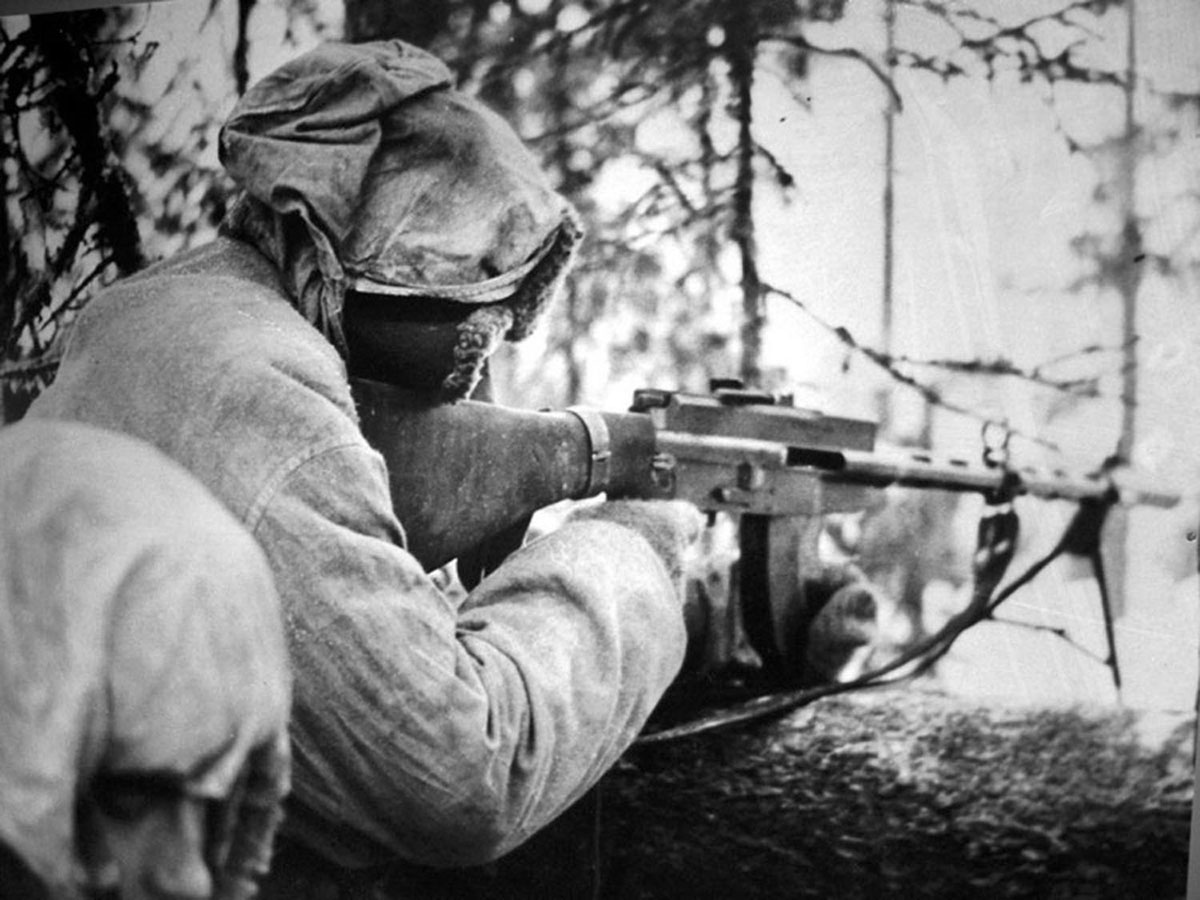
Motti apuntando